# John Edward Gray
Pour les articles homonymes, voir John Gray et Gray.
John Edward Gray est un zoologiste britannique, né le 12 février 1800 à Walsall et mort le 7 mars 1875. Il est le grand frère de George Robert Gray, également zoologiste. Leur père est Samuel Frederick Gray (1766-1828), un pharmacologiste et un botaniste renommé à son époque.

## Biographie
Sa famille s'installe assez tôt à Londres où Gray commence à étudier la médecine à 16 ans. Il devient l'assistant de son père lorsque celui-ci rédige The Natural Arrangement of British Plants (1821). Après avoir été refusé à la Société linnéenne de Londres, il se détourne de la botanique et se consacre à la zoologie. Il travaille, à partir de 1824, au département de zoologie du British Museum où il aide John George Children à la rédaction du catalogue des collections de reptiles. En 1840, il remplace Children au poste de conservateur de ce département, fonction qu'il occupera jusqu'à Noël 1874.
Il publie plusieurs catalogues des collections du muséum dans lesquels il analyse les groupes animaux mais aussi décrit de nouvelles espèces. Il participe activement à l'enrichissement des collections de zoologie du British Museum qui deviennent parmi les plus importantes du monde. On estime qu'un million de spécimens supplémentaires viennent s'ajouter aux collections durant la direction de Gray.
Il publie de très nombreux titres, près de 1 200, principalement en zoologie. Il s'agit souvent de catalogue répétitif et manquant d'analyse critique. En 1832, il devient membre de la Royal Society.
Gray s'intéresse aussi à la philatélie. Le 1er mai 1840, lorsque le premier Penny Black est mis en vente, il en fait l'acquisition de plusieurs exemplaires, devenant ainsi le premier philatéliste du monde. Il semble qu'il ait été l'un des premiers à proposer un taux d'affranchissement uniforme pour les envois postaux, préparant ainsi la venue du timbre.
Le Crabier de Gray (Ardeola grayii), de la famille des hérons (Ardeidae), lui a été dédié par le colonel William Henry Sykes (1790-1872).

## Liste partielle des publications
- 1821 : A natural arrangement of Mollusca, according to their internal structure. London Medical Repository 15 : 229–239.
- 1821 : On the natural arrangement of Vertebrose Animals. London Medical Repository 15 : 296–310.
- 1824 : A revision of the family Equidae. Zool. J. Lond. 1 : 241-248 pl. 9
- 1824 : On the natural arrangement of the pulmonobranchous Mollusca. The Annals of Philosophy, new series 8 : 107–109.
- 1825 : An outline of an attempt at the disposition of the Mammalia into tribes and families with a list of the genera apparently appertaining to each tribe. Ann. Philos. (ns) 10 : 337-344
- 1825 : A list and description of some species of shells not taken notice of by Lamarck. Annals of Philosophy 25 : 134-140, 407-415.
- 1826 : Vertebrata. Mammalia. (Appendix B in part). p. 412-415 in King, P.P. (ed.) Narrative of a Survey of the Intertropical and Western Coasts of Australia. Performed between the years 1818 and 1822. With an Appendix, containing various subjects relating to hydrography and natural history. Londres : J. Murray Vol. 2
- 1827 : Synopsis of the species of the class Mammalia. p. 1-391 in Baron Cuvier The Animal Kingdom Arranged in Conformity with its Organization, by the Baron (G) Cuvier, with additional descriptions. by Edward Griffith. and others. (16 vols: 1827-1835). London : George B. Whittaker Vol. 5
- 1828 : Spicilegia Zoologica, or original figures and short systematic descriptions of new and unfigured animals. Part 1. Londres : Treuttel, Würtz & Co.
- 1829 : An attempt to improve the natural arrangement of the genera of bat, from actual examination; with some observations on the development of their wings. Philos. Mag. (ns) 6 : 28-36
- 1830 : A synopsis of the species of the class Reptilia. pp 1–110 in Griffith, E. The animal kingdom arranged in conformity with its organisation by the Baron Cuvier. London: Whitaker and Treacher and Co. 9 : 481 + 110 p.
- 1830-1835 : Illustrations of Indian zoology; chiefly selected from the collection of Major-General Hardwicke, F.R.S... 20 parties en 2 volumes. Illus. Indian Zool. vol. 1, vol. 2
- 1831 : Synopsis reptillium; or, Short descriptions of the species of reptiles. Part 1 - Cataphracta
- 1831 :  Description of twelve new genera of fish, discovered by Gen. Hardwicke, in India, the greater part in the British Museum. Zool. Misc.
- 1831 : Descriptions of some new genera and species of bats. pp. 37–38 in Gray, J.E. (ed.) The Zoological Miscellany. Pt 1. Londres : Treuttel, Würtz & Co.
- 1832 : Characters of a new genus of Mammalia, and of a new genus and two new species of lizards, from New Holland. Proc. Zool. Soc. Lond. 1832 : 39-40
- 1834 : Characters of a new species of bat (Rhinolophus, Geoffr.) from New Holland. Proc. Zool. Soc. Lond. 1834 : 52-53
- 1837 : Description of some new or little known Mammalia, principally in the British Museum Collection. Mag. Nat. Hist. (ns) 1 : 577-587
- 1838 : A revision of the genera of bats (Vespertilionidae), and the description of some new genera and species. Mag. Zool. Bot. 2 : 483-505
- 1839 : Descriptions of some Mammalia discovered in Cuba by W.S. MacLeay, Esq. With some account of their habits, extracted from Mr. MacLeay's notes. Ann. Nat. Hist. 4 : 1-7 pl. 1
- 1840 : A Synopsis of the Genera and Species of the Class Hypostoma (Asterias, Linnaeus). Ann. Mag. Nat. Hist., 6:275.
- 1841 : Contributions towards the geographical distribution of the Mammalia in Australia, with notes on some recently discovered species, in a letter addressed to the Author. Appendix C. pp. 397–414 in Grey, G. Journals of Two Expeditions of Discovery in North-west and Western Australia During the Years 1837, 38, and 39, Under the Authority of Her Majesty's Government. Describing many newly discovered, important, and fertile districts, with observations on the moral and physical condition of the aboriginal inhabitants, &c. &c. Londres : T. & W. Boone Vol. 2 vii 482 pp.
- 1841 : A catalogue of the species of reptiles and amphibia hitherto described as ... Annals and Magazine of Natural History. (4) 8 : 117-118.
- 1842 : Descriptions of some new genera and fifty unrecorded species of Mammalia. Ann. Mag. Nat. Hist. 10 : 255-267
- 1843 : List of the specimens of Mammalia in the collection of the British Museum, Londres : British Museum xxviii + 216 p.
- 1843 : Shells. In E. Dieffenbach, Travels in New Zealand, with contributions to the geography, geology, botany and natural history of that country. 2, 396 p. Murray : Londres.
- 1844 : List of the specimens of Myriapoda in the collection of the British Museum
- 1844 : The seals of the Southern Hemisphere. pp. 1–8, 14-17 pls 1-10 in Richardson, J. & Gray, J.E. (eds) The Zoology of the Voyage of H.M.S. Erebus and Terror, under the Command of Captain Sir James Clark Ross, R.N., F.R.S., during the years 1839 to 1843, Volume 1 Mammalia, Birds. Londres : E.W. Janson
- 1844 : The seals of the southern hemisphere. pp. 1–8 pls 1-10, 14-17 in Richardson, J. & Gray, J.E. (eds) The Zoology of the Voyage of H.M.S. Erebus and Terror, under the Command of Captain Sir James Clark Ross, R.N., F.R.S., during the years 1839 to 1843. Vol. 1 Mammalia, birds. Londres : E.W. Janson
- 1844 : Beasts. pp. pls 18-22, 25-29 in Richardson, J. & Gray, J.E. (1844-1875). (eds) The Zoology of the Voyage of H.M.S. Erebus & Terror, under the Command of Captain Sir James Clark Ross, R.N., F.R.S., during the years 1839 to 1843. Vol. 1. Mammalia, birds. Londres : E.W. Janson
- 1845 : « Description of some new Australian animals ». pp. 405–411 pls 1-3 in Eyre, E.J. (1845) (ed.) Journals of Expeditions of Discovery into Central Australia, and Overland from Adelaide to King George's Sound, in the Years 1840-1; sent by the colonists of South Australia, with the sanction and support of the Government: including an account of the manners and customs of the Aborigines and the state of their relations with Europeans. Londres : T. & W. Boone Vol. 1
- 1846 : On the British Cetacea. Ann. Nat. Hist. 17 : 82-85
- 1846 : On the cetaceous animals. pp. 13–53 in Richardson, J. & Gray, J.E. (eds) The Zoology of the Voyage of H.M.S. Erebus and Terror under the Command of Captain Sir James Clark Ross, R.N., F.R.S., during the years 1839 to 1843. Vol. 1 Mammalia, Birds 37 pls. Londres : E.W. Janson
- 1847 : Characters of six new genera of bats not hitherto distinguished. Proc. Zool. Soc. Lond. 1847 : 14-16
- 1847 : Description of a new rat from South Australia. Proc. Zool. Soc. Lond. 1847 : 5-6
- 1847 : A list of the genera of recent Mollusca, their synonymia and types. Proceedings of the Zoological Society of London 15 : 129-219.
- 1849 : Catalogue of the Mollusca in the Collection of the British Museum. Part I. Cephalopoda Antepedia
- 1850 : Catalogue of the Mollusca in the Collection of the British Museum II. II. Pteropoda : 1-45. E. Newman : Londres.
- 1850 : Figures of molluscous animals, selected from various authors. Vol. 4. 124 p.
- 1853 : Catalogue of the Mollusca in the Collection of the British Museum. Part IV. Brachiopoda Ancilopoda, or Lamp shells
- 1854 : Catalogue of fish collected and described by Laurence Theodore Gronow, now in the British Museum. London. Cat. Fish Gronow, p. i-vii + 1-196
- 1857 : Guide to the systematic distribution of Mollusca in the British Museum. Part I. British Museum, Londres. xii + 230 p.
- 1857 : Manual of the land and fresh-water shells of the British Islands : with figures of each of the kinds par William Turton et John E. Gray
- 1858 : On Charadella and Lichenella, new forms of polyzoa from Australia. Proceedings of the Zoological Society of London 26 : 319-322.
- 1858 : List of species of Mammalia sent from the Aru Islands by Mr A.R. Wallace to the British Museum. Proc. Zool. Soc. Lond. 1858 : 106-113 pls 63-64
- 1859 : On Charadella and Lichenella, new forms of polyzoa from Australia. The Annals and Magazine of Natural History, Ser. 3, 3 : 150-154.
- 1862 : Notice of a new species of dolphin (Delphinus catalania), discovered in North Australia by Mr John Macgillivray. Proc. Zool. Soc. Lond. 1862 : 143-145
- 1863 : Description of some new species of mammalia. Proc. Zool. Soc. Lond. 1862 : 261-263 pls 33-35
- 1864 : Handbook of British Water-Weeds or Algae. R. Hardwicke, Londres. iv +123 p.
- 1864 : On the Cetacea which have been observed in the seas surrounding the British Islands. Proc. Zool. Soc. Lond. 1864 : 195-248
- 1865 : Notes on the whales of the Cape. Proc. Zool. Soc. Lond. 1865 : 357-359
- 1865 : Notice of a new species of Australian Sperm Whale (Catodon krefftii) in the Sydney Museum. Proc. Zool. Soc. Lond. 1865 : 439-442
- 1866 : Catalogue of Seals and Whales in the British Museum. Londres : British Museum vii + 402 pp.
- 1866 : Synopsis of the species of starfish in the British museum, London, John van Voorst
- 1866 : A revision of the genera of pteropine bats (Pteropidae), and the descriptions of some apparently undescribed species. Proc. Zool. Soc. Lond. 1866 : 62-67
- 1866 : A revision of the genera of Rhinolophidae, or horseshoe bats. Proc. Zool. Soc. Lond. 1866 : 81-83
- 1866 : Notes on the skulls of dolphins, or bottlenose whales, in the British Museum. Proc. Zool. Soc. Lond. 1866 : 211-216
- 1866 : Notes on the skulls of sea-bears and sea-lions (Otariadae) in the British Museum. Ann. Mag. Nat. Hist. (3) 18 : 228-237
- 1866 : Notes on some Mammalia from Port Albany (Cape York Peninsula), North Australia, with the descriptions of some new species. Proc. Zool. Soc. Lond. 1866 : 219-221 pl. 25
- 1867 : Lithothrix, a new genus of Coralline. The Journal of Botany, British and Foreign 5 : 33.
- 1867 : Notes on the variegated or yellow-tailed rats of Australasia. Proc. Zool. Soc. Lond. 1867 : 597-600
- 1869 : Additional notes on Sea-Bears (Otariadae). Ann. Mag. Nat. Hist. (4) 4 : 264-270
- 1870 : Catalogue of lithophytes or stony corals in the collection of the British Museum
- 1870 : Observations on the Whales described in the 'Ostéographie' &c. Ann. Mag. Nat. Hist. (4) 6 : 154-157
- 1870 : Notes on the skulls of the genus Orca in the British Museum, and notice of a specimen of the genus from the Seychelles : O. capensis. Proc. Zool. Soc. Lond. 1870 : 70-77
- 1871 : Supplement to the Catalogue of Seals and Whales in the British Museum. Londres : British Museum xi 109 p.
- 1871 : Notes on the Berardius of New Zealand. Ann. Mag. Nat. Hist. (4) 8 : 115-117
- 1871 : On Euchelymys a new genus and two new species of Australian freshwater tortoises. Annals and Magazine of Natural History. (4) 8 : 117-118.
- 1872 : On the genus Chelymys and its allies from Australia. Proceedings of the Zoological Society of London, 1872 : 504-514.
- 1872 : Notice of a new Netted Sponge (Meyerella) from the Philippines. Annals and Magazine of Natural History, (4) 10 : 76.
- 1872 : On the Sea-Bear of New Zealand (Arctocephalus cinereus) and the North-Australian Sea-Bear (Gypsophoca tropicalis). Proc. Zool. Soc. Lond. 1872 : 653-662
- 1873 : Remarks on some of the species in the foregoing paper [Hector, 1873]. Ann. Mag. Nat. Hist. (4) 11 : 107-112
- 1873 : Notice of the skeleton of the New Zealand Right Whale (Macleayius australiensis) and other whales, and other New Zealand marine Mammalia. Proc. Zool. Soc. Lond. 1873 : 129-145
- 1874 : Description of the skull of a new species of dolphin (Feresa attenuata). Ann. Mag. Nat. Hist. (4) 4 : 238-239
- 1874 : Hand-list of Seals, Morses, Sea-lions, and Sea-bears in the British Museum. Londres : British Museum 44 pp. 30 pls
- 1875 : Feresa attenuata, sp. n. J. Mus. Godeffroy 8: *** Pages - No Details ***
- 1875 : Miscellanea. pp. 12a-12d in Richardson, J. & Gray, J.E. (1844-1875) (eds) The Zoology of the Voyage of H.M.S. Erebus & Terror, under the Command of Captain Sir James Clark Ross, R.N., F.R.S., during the years 1839 to 1843.  Vol. 1. Mammalia, birds. Londres : E.W. Janson